# Pero Larouco
Pero Larouco (fl. XIII secolo) è stato un trovatore portoghese, attivo nel terzo quarto del XIII secolo.
È autore di due cantigas de escarnio, una delle quali è una parodia della cantiga de amor e l'altra, incompleta, forse era diretta a Johan Soarez Coelho.  